# Partido Liberal Nacionalista
El Partido Liberal Nacionalista (PLN) fue un partido político de Nicaragua que legalmente existió de 1912 a 1979. Dejó de existir en ese último año debido a la Revolución Sandinista del Frente Sandinista de Liberación Nacional el 19 de julio. En la mayor parte de su existencia lo encabezó la familia Somoza dirigiendo los destinos del país. Luego resurge levantado por el exdiputado Enrique Sánchez Herdocia y el ahora presidente y líder de esa organización política el licenciado Constantino Velázquez.

## Antecedentes
El 11 de julio de 1893 estalló en la ciudad de León la Revolución Liberal encabezada por el general José Santos Zelaya López, jefe del Partido Liberal, PL (antes Partido Democrático, PD) contra el gobierno conservador del Presidente de Nicaragua Roberto Sacasa y Sarria, padre de Casimira Sacasa Sacasa y abuelo materno de doña Salvadora Debayle, esposa del futuro dictador General Anastasio Somoza García). Después de una serie de batallas cerca de la capital Managua, el 24 de julio se efectuó la batalla de la Cuesta del Plomo (al oeste de la ciudad) y al día siguiente 25 Zelaya y sus tropas entraron victoriosos a Managua por la Calle del Triunfo durante la celebración de la fiesta del Apóstol Santiago.
El 10 de diciembre de ese mismo año se publicó la nueva Constitución de Nicaragua, la cual entró en vigencia el 11 de julio de 1894 primer aniversario de la Revolución, derogando la Constitución del 19 de agosto de 1858; la nueva Carta Magna estableció el laicismo, la educación laica estatal, la separación Iglesia-Estado, el matrimonio civil, el divorcio, la partida de nacimiento, la secularización de los cementerios, la abolición de los bienes de manos muertas, la libertad de cultos, etcétera. Esto afectó a la Iglesia católica de Nicaragua y hubo muchas conspiraciones de los conservadores; el 20 de diciembre de 1909 renunció Zelaya a la presidencia por la Nota Knox, del Secretario de Estado estadounidense Philander Knox, sustituyéndolo José Madriz Rodríguez que a su vez renunció el 19 de agosto de 1910, entregando el poder al liberal José Dolores Estrada Morales, hermano del líder de la sublevación Juan José Estrada Morales.

## Fundación del PLN y surgimiento del somocismo
En 1928 el Partido Liberal se trasforma en el Partido Liberal Nacionalista (PLN), se efectúan elecciones y el 1 de enero de 1929 el conservador Adolfo Díaz Recinos le entrega la banda presidencial al general José María Moncada, bajo la protección de los marines norteamericanos. Esto fue una consecuencia del Pacto del Espino Negro firmado en Tipitapa el 4 de mayo de 1927, lo que provocó la lucha antiimperialista del general Augusto C. Sandino y su Ejército Defensor de la Soberanía Nacional (EDSN). Moncada hace construir la Casa Presidencial en la Loma de Tiscapa en 1929 y la inaugura el 4 de enero de 1931. Casi 3 meses después el 31 de marzo de ese año el terremoto de Managua dañó dicho edificio y se le hizo una “reparación” cosmética, sus bases no fueron reparadas, por lo que 41 años, 8 meses y 23 días después se cayó por otro sismo.
El 1 de enero de 1933 toma posesión de la presidencia el Doctor Juan Bautista Sacasa (hijo del expresidente Roberto Sacasa) en la Plaza de la República, en un acto público, obtuvo el 84 por ciento de los votos, a los pocos días las fuerzas de ocupación se marcharon, el 2 de febrero firmó un convenio de paz con el general Augusto C. Sandino, en la Casa Presidencial. Un año después, el 21 de febrero de 1934, Sacasa tendría la afrenta del Jefe Director de la Guardia Nacional (GN), general Anastasio Somoza García, quien a través del transcurso de la historia ha sido acusado de haber asesinado al general Sandino, a su hermano Sócrates, a los generales Juan Pablo Umanzor y Francisco Estrada. El 9 de junio de 1936 renuncia el presidente Sacasa a consecuencia del golpe militar dado por Somoza García. Toma posesión el Doctor Carlos Brenes Jarquín, ejerce el cargo hasta el 1 de enero de 1937, ese día por primera vez asume la Presidencia de la República, Anastasio Somoza García. El acto se realiza en la Explanada de Tiscapa, iniciando una dictadura dinástica que duraría hasta el 19 de julio de 1979. Por tercera vez un gobernante mediante las consabidas reformas de la Constitución prolonga su mandato, esta vez del 1 de enero de 1937 al 1 de mayo de 1947.